# Nemzeti Szabadelvű Párt
A Nemzeti Szabadelvű Párt, majd 1935-től Polgári Szabadságpárt egy magyarországi polgári liberális párt volt a két világháború között.

## Története
A Rassay Károly-féle Független Kisgazda-, Földmunkás- és Polgári Párt 1926-ban Vázsonyi Vilmos halála után egyesült az addig Vázsonyi vezette Nemzeti Demokrata Polgári Párttal és megalakította a Független Nemzeti Demokrata Pártot (FNDP – avagy Egyesült Balpárt). Rövid idő múltán a párton belüli politikai ellentétek szakadáshoz vezettek. Rassay ugyanis kormányképes ellenzéki pártot akart szervezni az FNDP-ből a kormánypártból akkor (1928) kilépett Kállay Tibor volt pénzügyminiszterrel szövetkezve, amit a párt egy része nem nézett jó szemmel. Erre válaszul Rassay 1928-ban híveivel kivált és megalakította a Nemzeti Szabadelvű Pártot. A választásokra próbáltak szövetséget kötni az FNDP "maradékával", akik még a szakadáskor (1928) visszavették a Nemzeti Demokrata Polgári Párt (NDPP) nevet, de mivel Rassayék csak a listák esélytelen helyeire tettek volna NDPP-s jelölteket, ekkor nem sikerült megegyezni; az 1931-es választásokon külön indultak.
A Nemzeti Szabadelvű Párt által indított jelöltek ekkor roppant változatos pártmegjelöléseket használtak: Egységes Szabadelvű Demokrata Párt volt a főváros 3 különböző kerületében, míg Budapest-környéken Nemzeti Szabadelvű Demokratikus Ellenzék (Monoron Egyesült Ellenzék), Szegeden Független Balpárt, Debrecenben pedig Hegymegi Kiss Pál korábbi kormánypárti képviselő vezetésével Független Polgári (Bal)Párt; utóbbi rövid úton kivált és csatlakozott az FKGP-hez. Az öt elnyert mandátumból négy az Egységes Szabadelvű Demokrata Párt megjelöléssel jutott a parlamentbe, egy pedig (Pakots József) Szabadelvű és Demokratikus Ellenzék néven, bár Monoron is ő indult Egyesült Ellenzék címkével.

### Választási szövetség, új név
Az 1935-ös választásokra az NSZP felvette a Polgári Szabadságpárt (PSZ) nevet, mondván az jobban kifejezi a párt érték- és nézetrendszerét. Egyúttal sikerült közös listát állítani az NDPP-vel Szabadelvű és Demokratikus Ellenzék (SZDE) néven. Az SZDE jelölésében bejutott hét képviselőből öt volt szabadságpárti.
Az 1939-es választásokon már a Polgári Szabadságpárt volt az egyetlen liberális párt, mivel a Vázsonyi János vezette Nemzeti Demokrata Párt a zsidótörvények elleni tiltakozásul távolmaradt a szavazástól. A PSZ ezúttal is öt mandátumhoz jutott, mint 1931-ben, vagy 1935-ben, azonban az első bécsi döntés egyik folyományaként a parlament 245-ről 260 fősre duzzadt, így mandátumaik száma ugyan nem, de parlamenti aránya csökkent.
A párt Rassay vezetésével mindvégig ellenállt a jobboldali és a baloldali radikalizálódásnak is. 1943-ban Rassay részt vett a „kiugrási kabinet” előkészítésében az addig általa egyaránt bírált szocdemekkel, legitimistákkal, illetve Bethlennel. Ez, illetve a radikalizálódás elutasítása vezettek ahhoz, hogy Gratz Gusztávval és Peyer Károllyal együtt tartóztatta le a Gestapo Magyarország német megszállása után, majd a Mauthauseni koncentrációs táborba deportálta. A szabadságpárt a háború végére szétszéledt. Rassay ugyan visszatért, de pártját nem szervezte, később pedig már nem szervezhette újra.
A rendszerváltás után a két háború között létezett pártok többségéhez hasonlóan ezt is megpróbálták újjáéleszteni, de nem sikerült.

## Országgyűlési választási eredményei
| Választási eredmények | Szavazatok száma | Szavazatok aránya | Mandátumok száma (össz.) | Mandátumok aránya (össz.) | Parlamenti szerepe |
| --------------------- | ---------------- | ----------------- | ------------------------ | ------------------------- | ------------------ |
| 1931-esA              | ?                | ?                 | 5                        | 2,04%                     | ellenzék           |
| 1935-ösB              | ?                | ?                 | 7 (5)                    | 2,86% (2,04%)             | ellenzék           |
| 1939-esC              | 57 766           | 1,57%             | 5                        | 1,92%                     | ellenzék           |

- A:az öt képviselőből négy Egységes Szabadelvű Demokrata Párt néven jutott be, egy pedig (Pakots József) Szabadelvű és Demokratikus Ellenzék néven
- B: A hét bejutott képviselőből öt volt szabadságpárti a Szabadelvű és Demokratikus Ellenzék nevű választási szövetségben
- C: Polgári Szabadságpárt néven. A parlament az első bécsi döntés egyik folyományaként 260 tagúra bővült, így mandátumaik száma ugyan nem, de aránya csökkent